# Rhododendron dauricum
Rhododendron dauricum L. è una pianta della famiglia delle Ericacee originaria delle foreste della Siberia orientale, della Mongolia, della Cina settentrionale e dell'isola giapponese di Hokkaidō. L'epiteto specifico latino dauricum si riferisce alla Dauria, la regione siberiana ad est del lago Bajkal nota attualmente come Transbajkalia

## Descrizione
Questa specie, che può raggiungere i 150 cm di altezza e larghezza, è un arbusto semi-sempreverde compatto con fiori viola che si aprono a fine inverno o all'inizio della primavera, prima che compaiano le foglie di colore verde scuro.

## Fitochimica
R. dauricum contiene acudi dauricromenico (DCA) e confluentina (DCA decarbossilato) monoterpenoidi, nonché acidi rododauricromenici A e B che sono strutturalmente correlati al cannabicromene.

## Coltivazione
R. dauricum è la base dell'ibrido Rhododendron dauricum × Rhododendron carolinianum.
La cultivar Mid-winter, con fiori rosa brillante, ha vinto l'Award of Garden Merit della Royal Horticultural Society. Resiste fino a –20 °C, ma, come tutti i rododendri, richiede una posizione riparata in ombra screziata e terreno acido arricchito con terriccio di foglie.

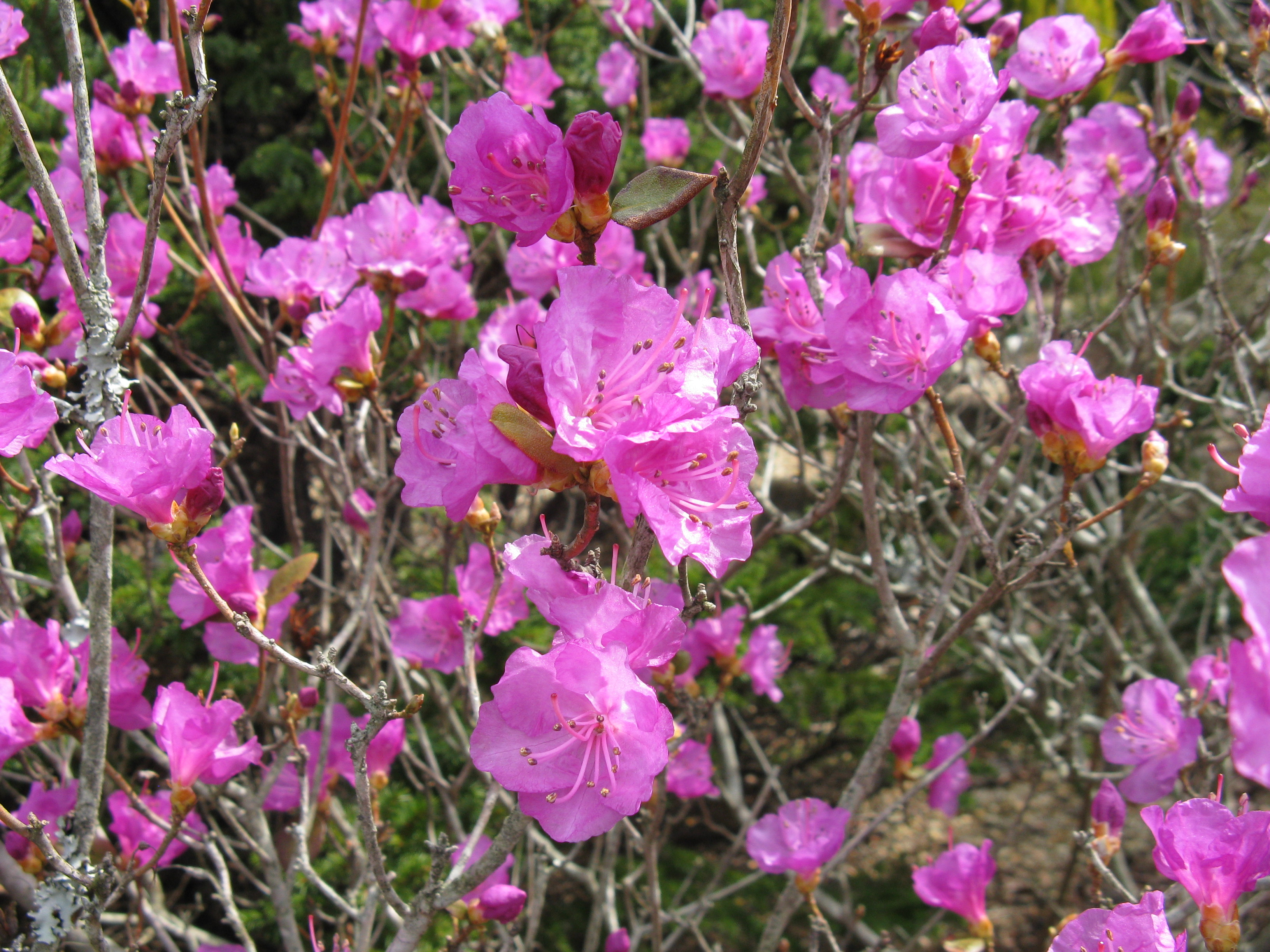